# Stara Moravica
Stara Moravica (Serbo: Стара Моравица) è un villaggio della Serbia situato nella municipalità di Bačka Topola, nel distretto della Bačka Settentrionale, nella provincia autonoma di Voivodina. La popolazione totale è di 5 674 abitanti (censimento del 2002), di cui la maggioranza di essa è di etnia ungherese.

## Società

### Evoluzione demografica
- 1961: 6 904 abitanti
- 1971: 6 737 abitanti
- 1981: 6 449 abitanti
- 1991: 6 266 abitanti
- 2002: 5 674 abitanti